# Raumizmus
A raumizmus, eszperantóul raŭmismo, az eszperantó közösség -ben elterjedt ideológia, ami az Esperanta Civito nyelvi közösséget önálló, szórványban élő, választott nyelvi kisebbségként írja le. Kritizálja a hagyományos eszperantó közösség céljait, ami arra törekszik, hogy az eszperantót a fő nemzetközi nyelvvé tegye. Ezt a hagyományos célt eszperantóul Fina Venko (végső győzelem) néven emlegetik, innen a hagyományos ideológia neve finvenkismo. Az ideológiát a Raumista kiáltvány alapozta meg 1980. augusztus 31-én.

## A raumista kiáltvány
A raumista kiáltványt (eszperantóul Manifesto de Raŭmo vagy Raŭma Manifesto) az eszperantista ifjúság Raumában (Finnország) tartott 36. kongresszusán javasolták, és a résztvevők közül és az ifjúsági csoportok közül sokan alá is írták. A kiáltvány kritizálja az eszperantó közösség identitásválságát, vagyis a különbséget az utópisztikus végső győzelem és sok eszperantista történelmileg kialakult viselkedése között. Nem lett a nemzetközi szervezetek hivatalos nyelve, és a nemzetközi eszperantó közösség számára adott célok közül az a lehetőség valósult meg, hogy a nyelvet, mint önmagát szeressék, élvezzék, és ismerkedjenek a segítségével.
A kiáltványban megállapították, hogy a kívánatos cél nem más nyelvek helyettesítése a nemzetközi életben, vagy a nagy nemzetközi szervezetekben hivatalossá válni, hanem a közösségnek új célokat kell kitűznie magának és nyelvének. Ezek a célok: a nyelv terjesztése és annak értékeinek ápolása, melyek így valósítandók meg:
- szemléltető eszköz a nyelvoktatásban
- diszkriminációmentes kapcsolatteremtés nemzeti és nemzetközi keretek között
- kapcsolatteremtés határok nélkül
- egy új nemzetközi kultúra ápolása

A legutóbbi ponthoz kapcsolódva fogalmazták meg, hogy az új identitás kereséséből következően az aláírók egy önként választott, szórványban élő nyelvi kisebbség tagjainak tekintik magukat.
A továbbiakban a kiáltvány a nemzetközi eszperantó kongresszusok szerepével foglalkozik, és szükségesnek tartja, hogy a szakmai kongresszusokon is erősítsék az eszperantó szerepét. 
Zárásként megjegyzi, hogy az eszperantó első évszázada bebizonyította, hogy eszperantóul mindent ki lehet fejezni. A második évszázadban fel kell hívni a világ figyelmét a nyelv saját kultúrájára, és nemzetközileg is figyelemre méltó dolgokat kell alkotni.

## Reakciók
A kiáltványt már az aláírása után sok eszperantista kezdte el kritizálni. Az eszperantó közösség kettészakadt. A Literatura Foiro irodalmi folyóirat sokat foglalkozott a kiáltvánnyal és a raumizmussal, és a raumizmus kibővült. Az eszperantó közösségen belül alakult ki az Esperanta Civito nevű szervezet, amely kváziállami intézetként igyekszik képviselni az eszperantóul beszélőket.
A raumizmus ellenzői megújították az eszperantó eredeti célkitűzését, a világ meghódítását, mint második nyelv, és kiadták többek között a Prágai Kiáltványt. Ezt a megújult eredeti ideológiát eszperantóul Finvenkismo néven emlegetik. A raumizmus több híve is kritizálta az Eszperantó Közösséget, mert szerintük visszaélt a raumizmus fogalmával.

### Kritika:
2007-ben alapították meg az Eszperantó Köztársaságot (Esperanta Respubliko) - az Esperanta Civito paródiája.